# 189188 Floraliën
(189188) Floraliën, denumire internațională (189188) Floralien, este un asteroid din centura principală de asteroizi.

## Descriere
189188 Floraliën este un asteroid din centura principală de asteroizi. A fost descoperit pe 27 martie 2003 la Uccle de Thierry Pauwels. Asteroidul prezintă o orbită caracterizată de o semiaxă mare de 2,67 ua, o excentricitate de 0,25 și o înclinație de 28,0° în raport cu ecliptica.